# Carolyna
«Carolyna» — второй сингл британской певицы Melanie C с её четвёртого студийного альбома This Time. В Великобритании сингл вышел 18 июня 2007 года, когда в Европе релиз состоялся ещё 8 июня.
Мелани работала над рекламой к этому синглу, но сингл провалился, не дав никакого толчка к продажам альбома. Сингл смог добраться только до 49 места в чарте Соединенного королевства с продажами чуть больше 6000 экземпляров. Но дела в Европе были не на много лучше, чем в Британии.
В апреле 2008 года «Carolyna» была объявлена заглавным синглом с альбома для продвижения его в Канаде.

## Информация о песне
«Carolyna» — песня о девушке, у которой была тяжелая жизнь, и она должна уйти, чтобы найти свободу и счастье. Мелани объявила во время своего интервью в Бельгии, что она написала эту песню после просмотра документального фильма в Америке о маленьких детях, живущих на улице, и что опасность нищеты было то, чего она всегда страшно боялась в детстве.

## Видео
Режиссёром клипа стал Tim Royes и это было последние видео над которым он работал. В видео Мелани видит, как ангел-хранитель помогает девушке найти своё место в жизни.

## Позиции в чартах
Сингл достиг 49 позиции в британском чарте синглов и пробыл в нем всего одну неделю, став первым синглом Мелани Си, который не попал в топ-40 в Соединенном Королевстве. Он получил низкую рекламу в Великобритании из-за того, что был выпущен на той же неделе, когда Spice Girls объявили о своем воссоединении. Сингл был более успешным в Германии и Италии, где он был хитом Top 20. В конце концов «Каролина» стала радиохитом в некоторых частях Европы. Сингл стал хитом в Португалии, достигнув первой строчки за 1 неделю.

## Трек лист и Форматы
Европа CD maxi single
1. «Carolyna» (Album Version) 3:21
2. «Carolyna» (Boogieman Club Mix — Radio Edit) 3:17
3. «I Want Candy» (Single Version) 3:22
4. «Carolyna» (Boogieman RMX — Radio Version) 3:17
5. «Carolyna» (Boogieman Club Mix — Extended Version) 5:20

UK CD maxi single
1. «Carolyna» (Radio Edit)
2. «Carolyna» (Boogieman Radio Edit)
3. «Carolyna» (The Lawsy remix)
4. «First Day of My Life»

UK 7-inch vinyl
1. «Carolyna» (Radio Edit)
2. «Fragile» (UK B-side)

UK DVD single
1. «Carolyna» (Video)
2. «First Day of My Life» (Video)
3. «Fragile» (photo gallery from «Carolyna» video shoot)

## История Релиза
| Регион         | Дата           |
| -------------- | -------------- |
| Европа         | июнь 8, 2007   |
| Великобритания | июнь 18, 2007  |
| Канада         | апрель 8, 2008 |

## Чарты
| Чарт (2007)                              | Пик позиция |
| ---------------------------------------- | ----------- |
| Австрия (Ö3 Austria Top 40)              | 21          |
| Германия (GfK)                           | 14          |
| Италия (FIMI)                            | 8           |
| Португалия (AFP)                         | 1           |
| Шотландия (Official Charts Company)      | 19          |
| Швейцария (Schweizer Hitparade)          | 15          |
| Великобритания (Official Charts Company) | 49          |